# Cecilia Mossin Kotin
Cecilia Mossin Kotin (nacida en Argentina en 1910) fue una física nuclear, pionera de la matemática y la física teórica en Argentina. Fue la primera mujer de Argentina en doctorarse en física, en 1948.

## Reseña biográfica
Se educó en la Universidad de Buenos Aires, siendo la primera mujer doctorarse como física en Argentina. Fue dirigida por Ernesto E. Galloni, graduándose en 1948 con una Tesis doctoral sobre el factor atómico del berilio  Fue miembro fundadora de la Unión Matemática Argentina (UMA), creada el 28 de septiembre de 1936 en una reunión celebrada en la Facultad de Ciencias Exactas de la Universidad de Buenos Aires junto a Carlos Biggeri, Eleonora Cometta, Antonio Escudero, Ester Ferrari, Alberto González Domínguez, Teófilo Isnardi, J. Kobilsky, M. Maveroft, Elba Raimondi, Julio Rey Pastor, y Raquel Simonetti. Integró el primer comité de Redacción de la UMA, creada junto a la UMA como su órgano de difusión. Junto a otros discípulos de Guido Beck, como Mario Bunge, Estrella Mazzolli de Mathov, José Balseiro, Fidel Alsina, Damián Canals Frau, Augusto Battig y Ernesto Sabato, Mosin Kotin fue parte de "la primera actividad importante del país en el campo de la física teórica."
Como estudiante, junto a José F. Westerkamp, Estrella Mazzoli de Mathov, Adulio Cicchini y Waldemar Kowalewski, formó parte del Núcleo de Estudiantes de Física en Buenos Aires, creado luego de una visita de Guido Beck. Fue becada en España para especializarse en estudios de Rayos X, en 1936. En 1946 publicó su libro La desintegración del átomo. Formó parte de las reuniones del “Núcleo de Física”, que se realizó en Córdoba, el 27 y el 28 de noviembre de 1943, las que fueron presididas por Enrique Gaviola. Estas reuniones dieron origen a la Asociación Física Argentina (AFA) en agosto de 1944, entidad de la que Mossin Kotin formó parte del grupo fundador junto a Estrella Mazzollini de Mathow y otros colegas.  Recibió formación en física nuclear en París, en el laboratorio de Irène Joliot-Curie, regresando a Argentina debido al comienzo de la Segunda Guerra Mundial. En la tercera sesión de la AFA, Mossin Kotin hizo público uno de los primeros trabajos que fueron divulgados sobre fisión nuclear, .
Se desempeñó como profesora del Departamento de Física de la Facultad de Ciencias Exactas y Naturales de la UBA, donde fue profesora hasta su renuncia, luego de la Noche de los Bastones Largos (1966).
En 1973 fue contratada por la Universidad Nacional de Salta como profesora titular con dedicación exclusiva a la investigación en astrofísica nuclear y docencia.  Abordó los derechos de las mujeres en un texto que fue publicado en 1938 por la Unión Argentina de Mujeres.

## Vida personal
Mossin Kotin contrajo matrimonio con el abogado Elías Lapzeson, con quien tuvo una única hija, la bailarina y coreógrafa Noemí Lapzeson.

## Distinciones
En 2016 fue parte de un reconocimiento de la Universidad de Buenos Aires a los docentes protagonistas de la Noche de los Bastones Largos, en virtud del 50.° aniversario del acontecimiento.